# Joanna Wojdon
Joanna Wojdon (ur. 20 października 1973) – polska historyk, specjalizująca się w historii najnowszej i dydaktyce historii nauczycielka akademicka związana z Uniwersytetem Wrocławskim.

## Życie
Urodziła się w 1973 roku. Po ukończeniu szkoły podstawowej i średniej podjęła studia na kierunku historia na Uniwersytecie Wrocławskim, które ukończyła w 1996 roku zdobywając tytuł zawodowy magistra na podstawie pracy pt. Koło Posłów Katolickich „Znak” w Sejmie PRL II kadencji (1956-1961). Bezpośrednio potem kontynuowała kształcenie w ramach studiów doktoranckich. W 1999 roku uzyskała stopień naukowy doktora nauk humanistycznych w zakresie historii na podstawie pracy Propaganda polityczna w podręcznikach dla szkół podstawowych Polski Ludowej (1944-1989), napisanej pod kierunkiem prof. Wojciecha Wrzesińskiego. Rok później została adiunktem w Zakładzie Dydaktyki Historii i WOS na Instytucie Historycznym na swojej macierzystej uczelni. W 2005 roku Rada Wydziału Nauk Historycznych i Pedagogicznych Uniwersytetu Wrocławskiego nadała jej stopień naukowy doktora habilitowanego nauk humanistycznych w zakresie historii o specjalności dydaktyka historii, historia najnowsza Polski i współczesna historia polityczna Polski, na podstawie rozprawy nt. „W imieniu sześciu milionów...” Kongres Polonii Amerykańskiej w latach 1944–1968. W październiku 2010 roku otrzymała nominacje na stanowisko profesora nadzwyczajnego Uniwersytetu Wrocławskiego. W roku akademickim 2010/2011 przebywała na Uniwersytecie Hebrajskim w Jerozolimie jako profesor wizytujący. W 2022 roku otrzymała naukowy tytuł profesora nauk humanistycznych (dyscyplina historia).
Została wybrana na członka Komitetu Nauk Historycznych PAN na kadencję 2020–2023.

## Wybrane publikacje
- Propaganda polityczna w podręcznikach dla szkół podstawowych Polski Ludowej (1944-1989), wyd. Adam Marszałek, Toruń 2001.
- Edukacja historyczna i obywatelska w szkolnictwie ponadgimnazjalnym, wyd. Adam Marszałek, Toruń 2003. Współautor: Grażyna Pańko.
- „W imieniu sześciu milionów...”: Kongres Polonii Amerykańskiej w latach 1944–1968, wyd. Adam Marszałek, Toruń 2005.
- Korelacja – integracja wiedzy – szansa dla ucznia, wyd. LINEA, Wrocław 2006. Współautor: Grażyna Pańko.
- „W jedności siła”: Kongres Polonii Amerykańskiej w latach 1968–1988, wyd. Adam Marszałek, Toruń 2008.
- Świat elementarzy. Obraz rzeczywistości w podręcznikach do nauki czytania w krajach bloku radzieckiego. Redakcja: Dorota Białas. Warszawa: Instytut Pamięci Narodowej, seria: „Dydaktyka historii, historia dydaktyki”, t. 2. ISBN 978-83-7629-834-4. Brak numerów stron w książce
- „Wokół problemów edukacji... Księga pamiątkowa dedykowana Pani Profesor Grażynie Pańko z okazji 40-lecia Zakładu Dydaktyki Historii i Wiedzy o Społeczeństwie w Instytucie Historycznym Uniwersytetu Wrocławskiego”, red. Barbara Techmańska, Joanna Wojdon, Wrocław 2012[11].